# Палатка

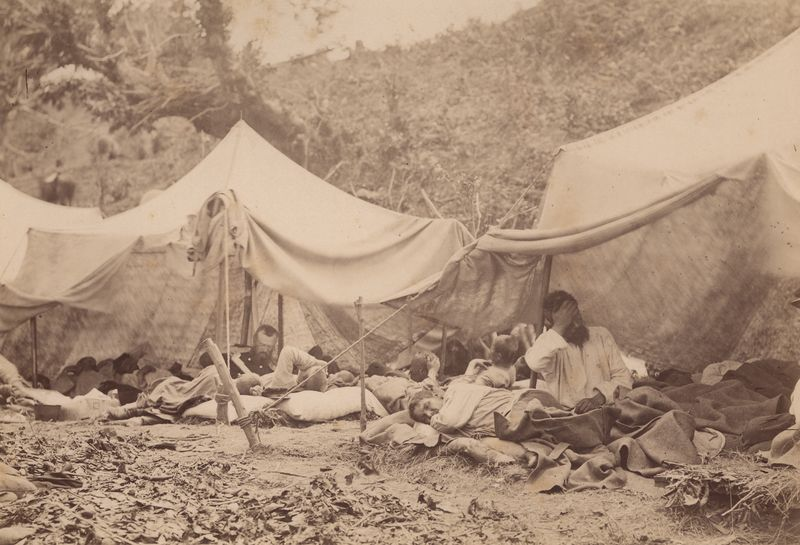
Палаточный лагерь, Русская армия, Освободительная война 1878

Пала́тка (уменьш.-ласкат., от рус. палата, от лат. palatium — «дворец») — временное жилище из ткани, быстро возводимая сборно-разборная конструкция, предназначенная для защиты от неблагоприятных погодных условий (снега, дождя, ветра, солнца) и временного проживания людей, хозяйственных нужд, а также складирования различных материалов (имущества, аппаратуры) в полевых условиях. Широко применяют для организации временных поселений туристы, путешественники, военные, а также представители мобильных профессий (почвоведы, археологи, геологи, чабаны). Некоторые палатки могут также быть использованы в качестве одежды (см. плащ-палатка).
В литературе встречаются словосочетания «палаточный городок» и «палаточный лагерь», означающие размещение множества палаток в одном месте для тех или иных целей.

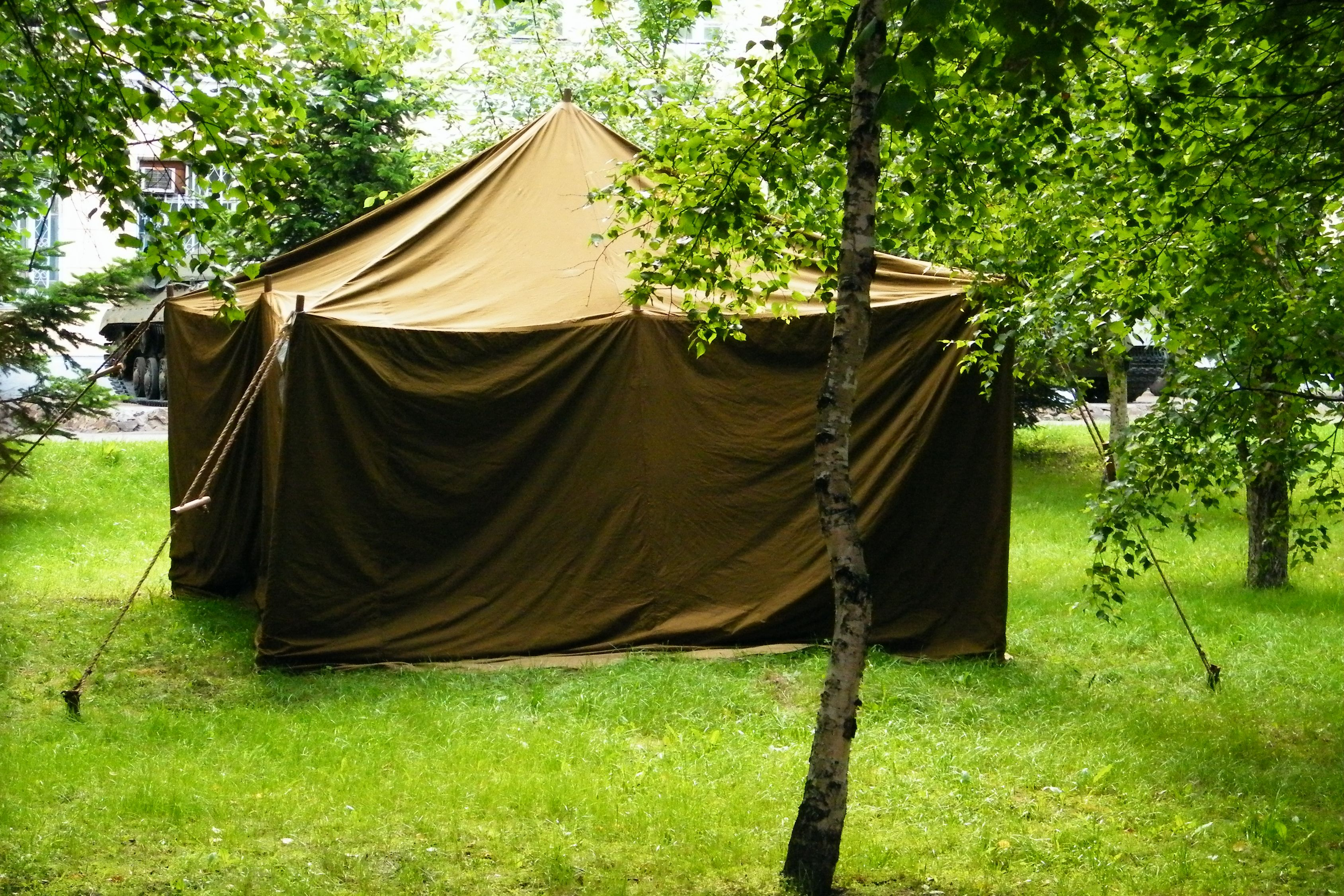
Палатка, внешне похожая на советскую армейскую палатку УСТ-56 (унифицированная санитарно-техническая образца 1956 года)

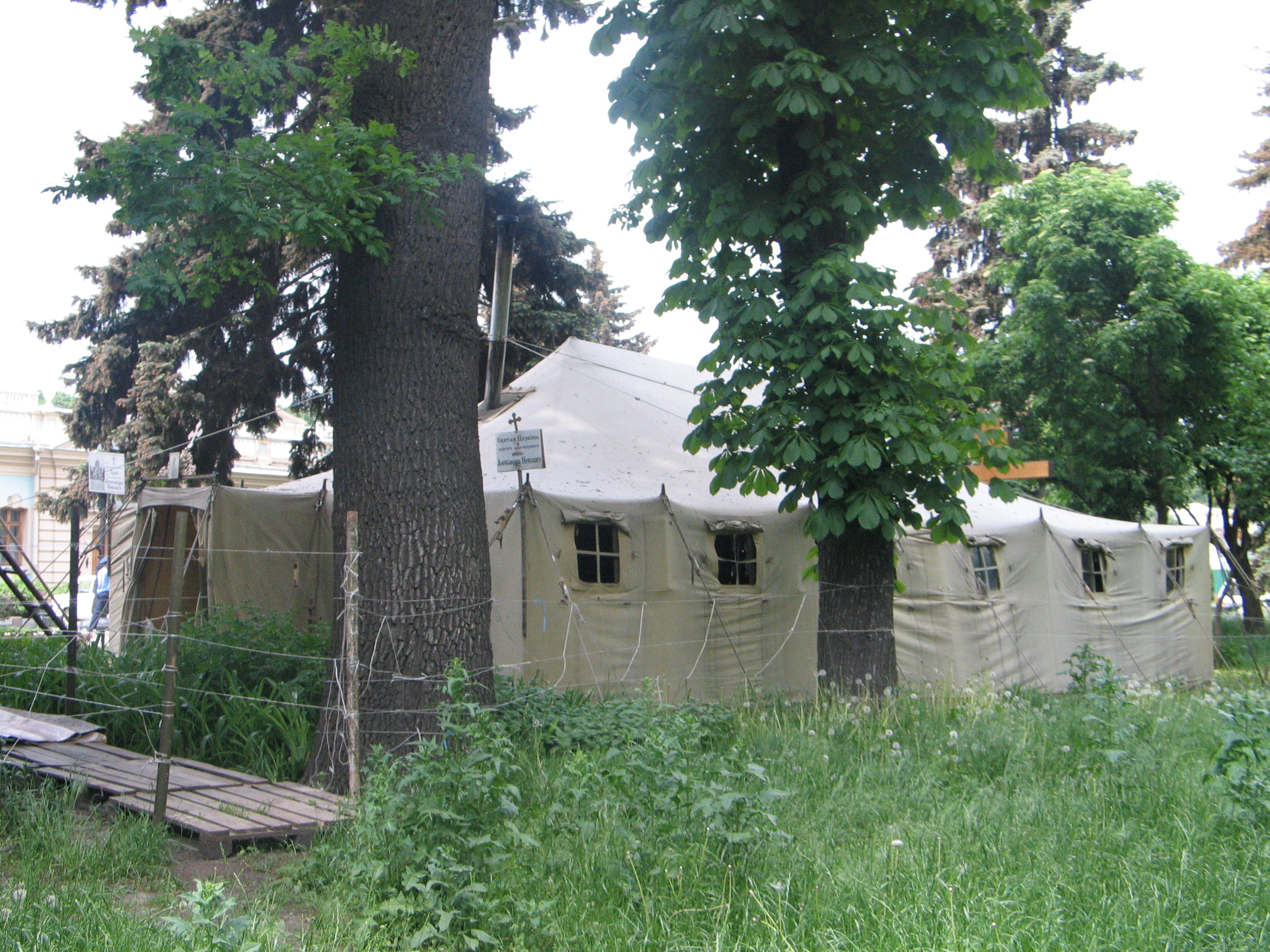
Советская армейская палатка УСБ-56 (унифицированная санитарно-барачная образца 1956 года)

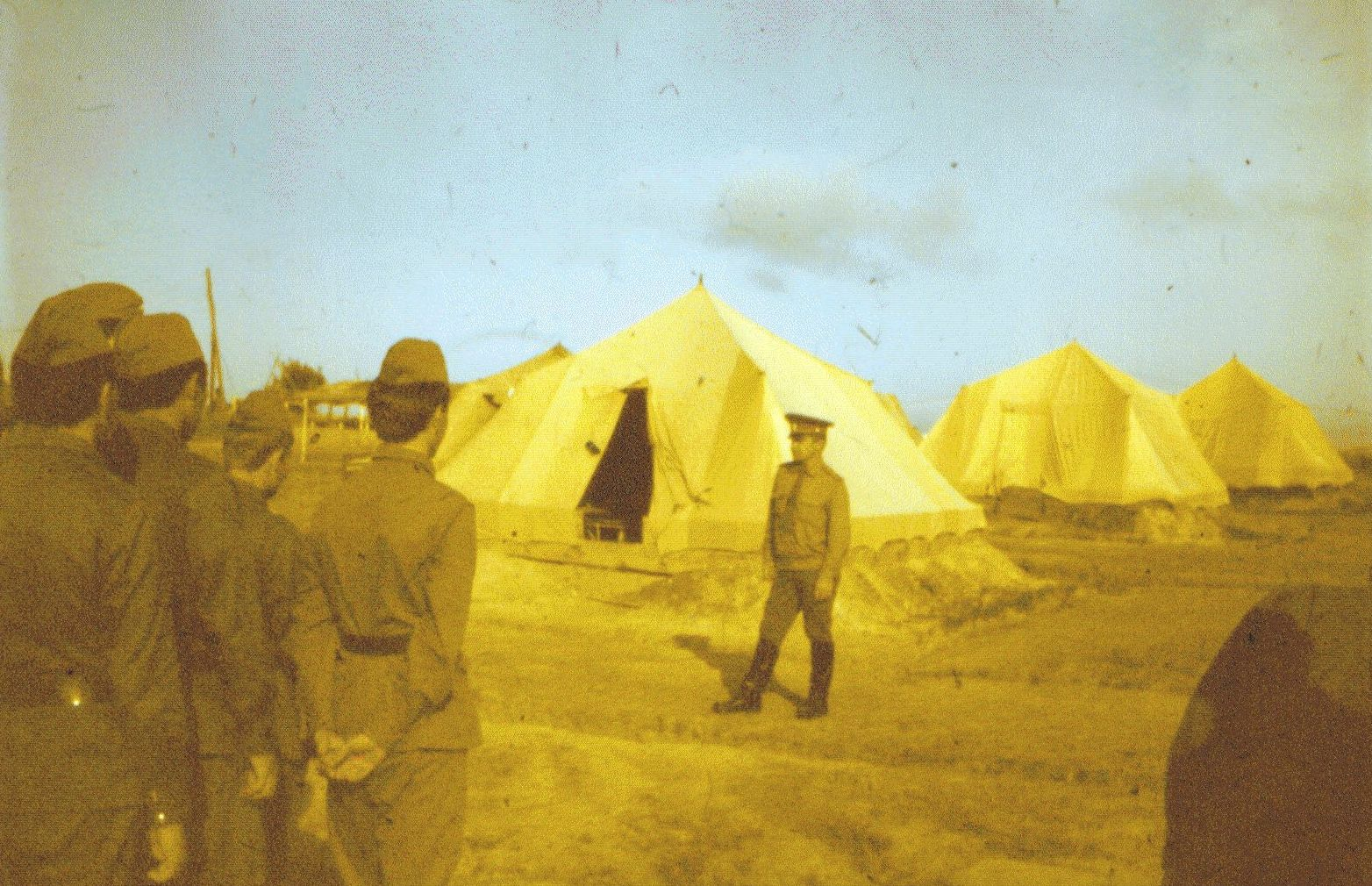
Летний палаточный лагерь, Советская армия, 1986 год (палатки лагерные солдатские)

## Типы палаток по использованию
Штурмовые палатки используются в сложных горных походах и длительных восхождениях. Среднего веса, крепкие, умеренно объёмные, собираются быстро. Если хорошо сделана, выдержит любую погоду. За счёт отстёгиваемых сеток разной плотности легко регулируется микроклимат. Если ткань хорошая, заметно прогревается дыханием даже одного человека.
Штурмовые ультралёгкие палатки используются для так называемого «альпийского» стиля восхождений при небольшой длительности маршрута. Основные характеристики штурмовых палаток — вес и размеры. Лёгкие, крепкие, малые, собираются быстро. Жить долго в них тяжело, так как даже сесть проблематично.
Экспедиционные палатки — похожи на штурмовые, но рассчитаны на использование в менее экстремальных погодных условиях. Обычно нет снежных юбок, ткань попроще, обычно чуть больше объём в том же классе. Хороший вариант для лесных ночёвок в средней полосе.
Треккинговые палатки — похожи на экспедиционные, но ещё проще, так как не рассчитаны на ветер и серьёзную непогоду. Берутся для ночёвок на оборудованных стоянках вдоль тропы.
Палатки для базового лагеря — для «гималайского» стиля восхождений, когда по ходу восхождения ставятся базовые лагеря. Палатка для базового лагеря рассчитана на то, чтобы долго простоять на одном месте при любой погоде, поэтому она должна быть ветроустойчивой, её конструкция — достаточно жёстка, чтобы выдерживать давление ветра и снега. Объём её достаточно велик, чтобы она могла вместить в себя несколько человек.
Кемпинговые палатки — повышенной комфортности, что в первую очередь сказывается на её размерах (высокие, просторные) и весе (обычно это очень тяжёлые палатки, которые невозможно нести на себе продолжительное время, поэтому они используются в путешествиях с транспортными средствами). Явный минус — из-за большого объёма и среднего качества ткани плохо прогреваются дыханием, в холодные ночи может быть весьма прохладно. Явный плюс — большая высота. Имеют смысл, если долго (хотя бы 3—4 дня) жить на одном месте.
Пляжные палатки — небольшие палатки для недолгого отдыха, преимущественно в жаркое время без дождей. Имеют всего одну камеру, как правило, не очень толстую, в связи с чем воздух в ней не так сильно нагревается днём, как в других палатках. Это самые недорогие, и как правило, самые недолговечные палатки. Не рассчитаны на дождь, хорошо пропускают влагу.
Палатки для зимней рыбной ловли — специальные палатки, рассчитанные для рыбалки в зимний период на льду. Выполняются преимущественно в виде куба или полусферы. Отличаются отсутствием пола или наличием в полу специальных отверстий для расположения лунок. Пол, как правило, изготавливается из теплоизоляционного материала. Часто палатки имеют специальные клапаны для проветривания и установки обогревателя. Также, продвинутые модели снабжены огнеупорной стенкой.

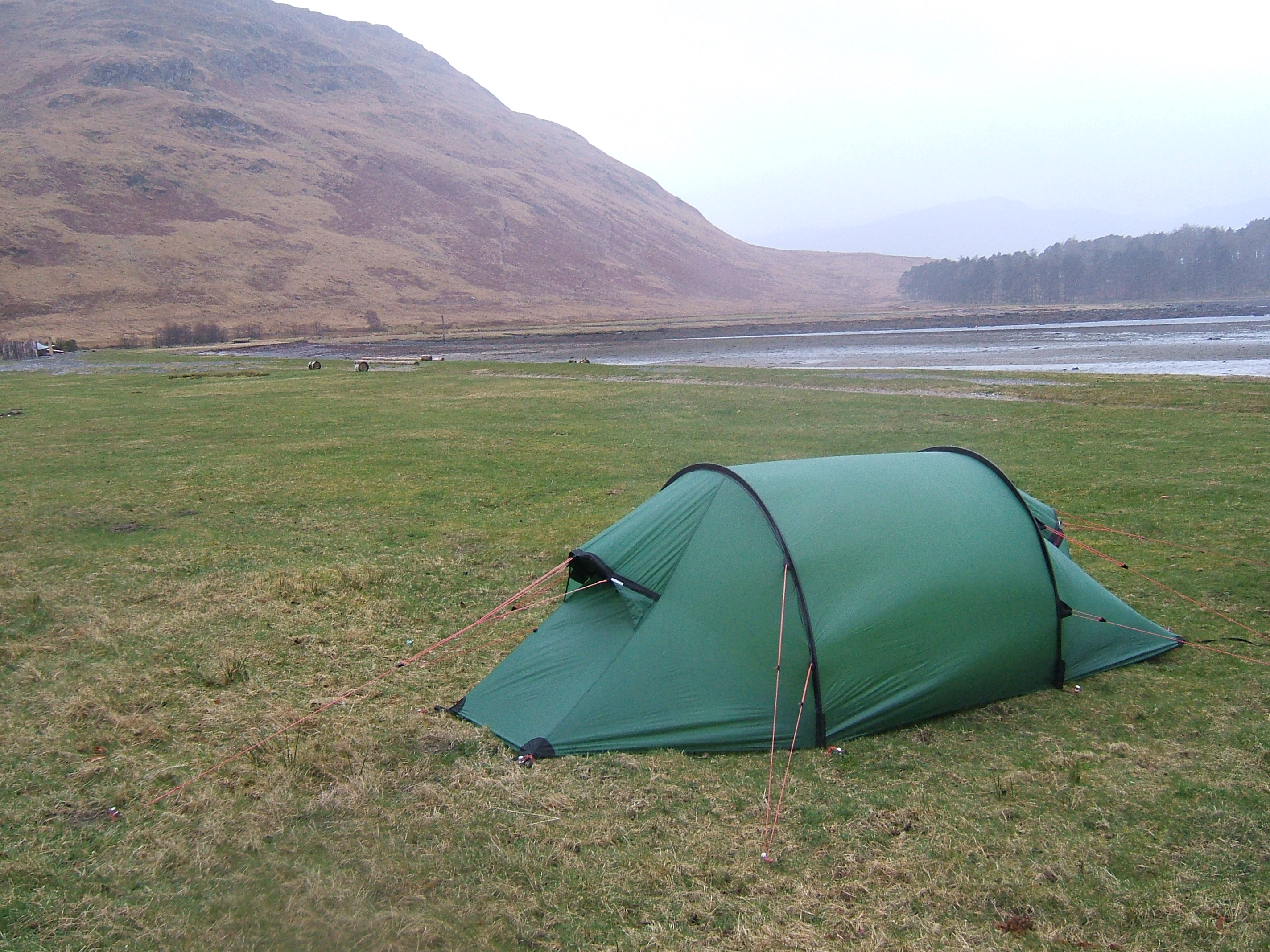
Палатка «полубочка»
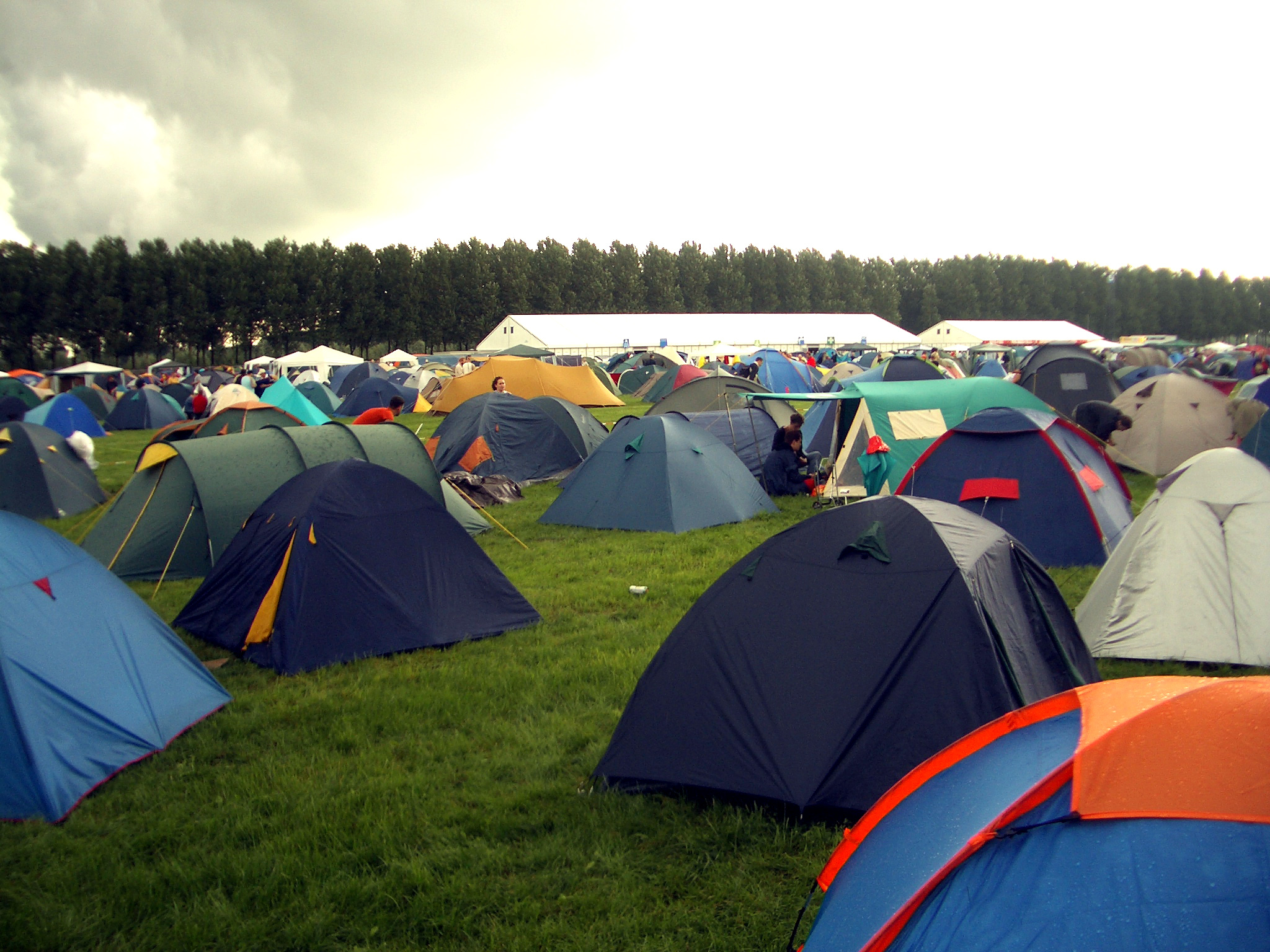
Современные туристские палатки
Однослойная палатка-шалаш
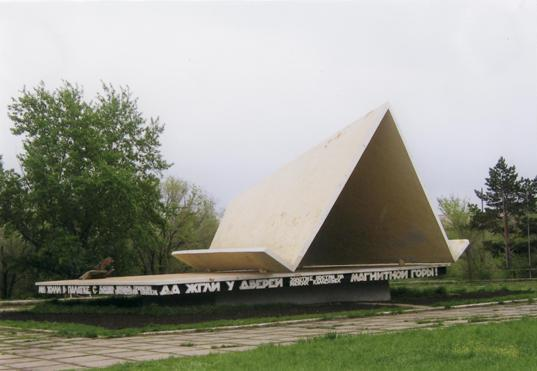
Магнитогорский памятник «Первая палатка»
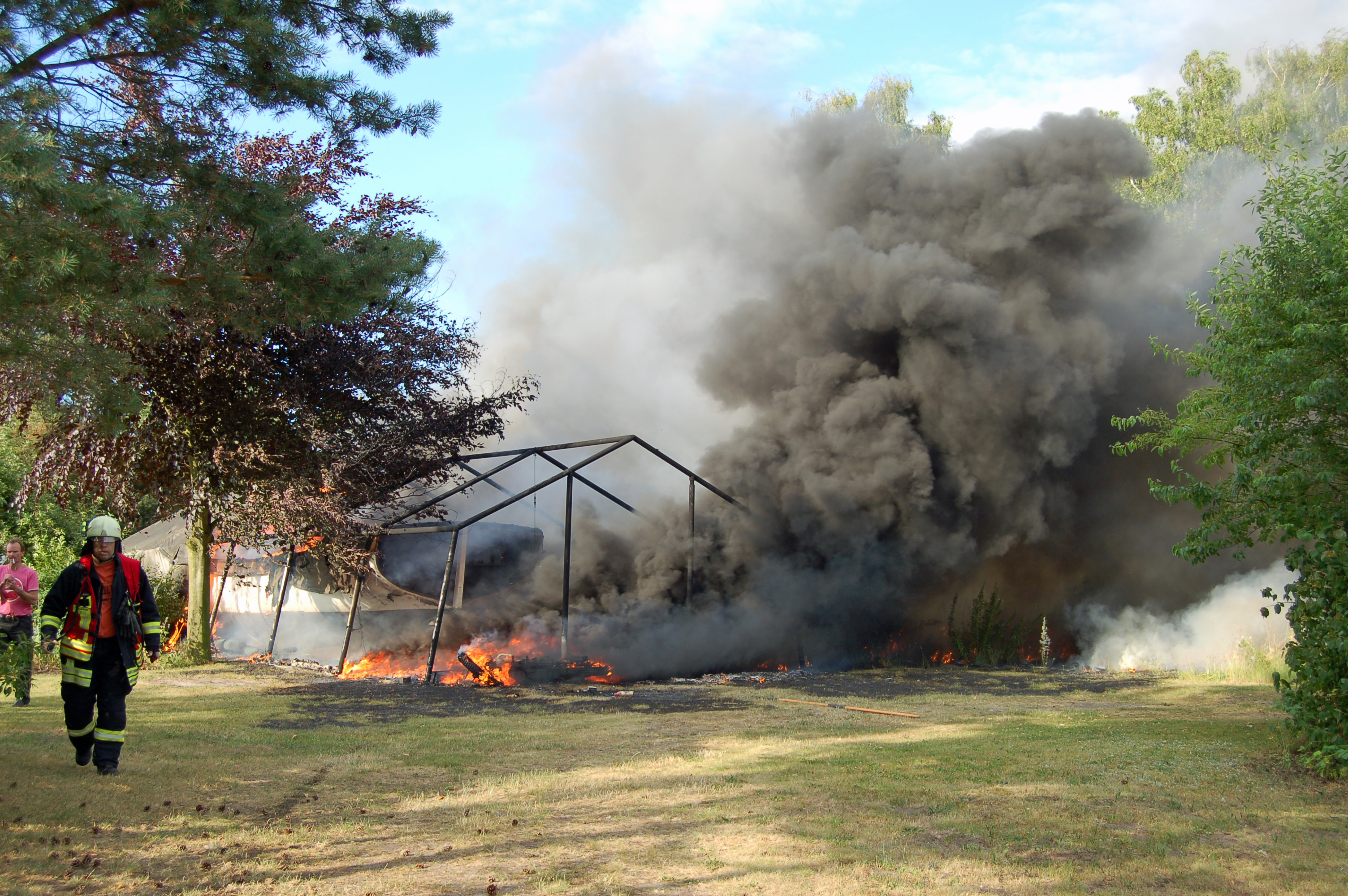
Палатки довольно быстро сгорают
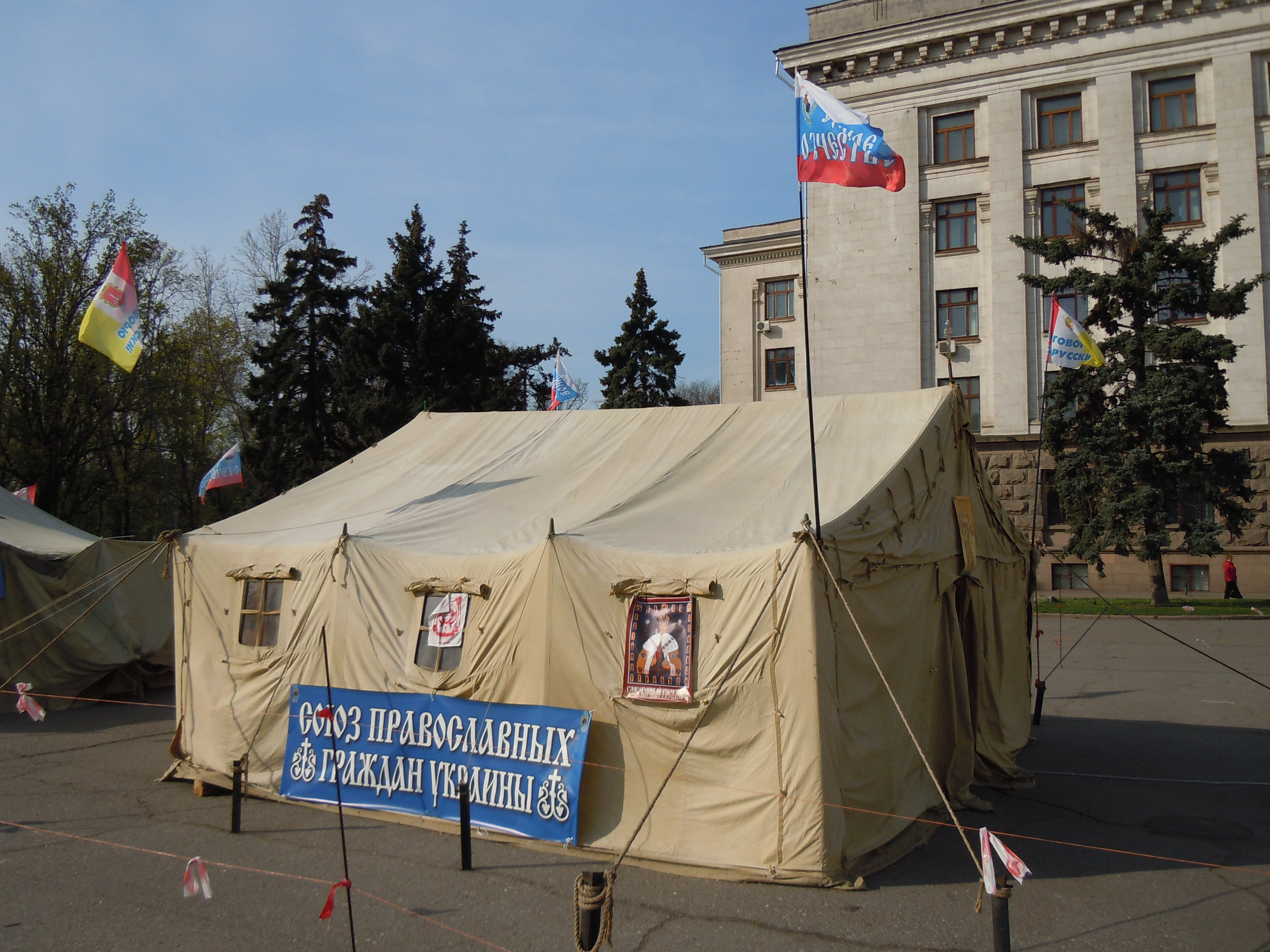
Унифицированная летняя обр. 1968 г. (УЛ-68) без развёрнутых тамбуров
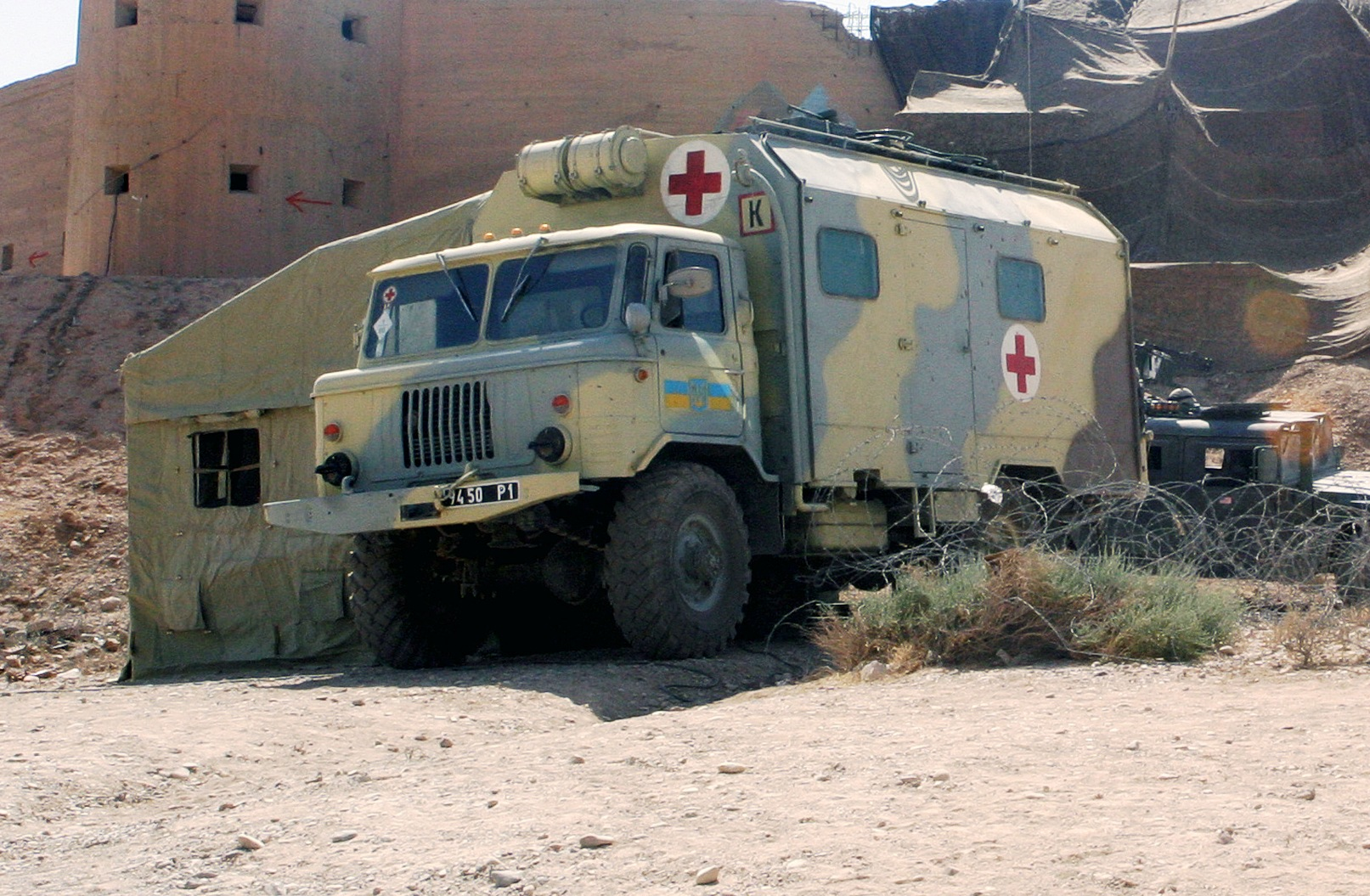
Правая развёрнутая палатка (крыло) автоперевязочной АП-2

## Типы палаток по конструкции

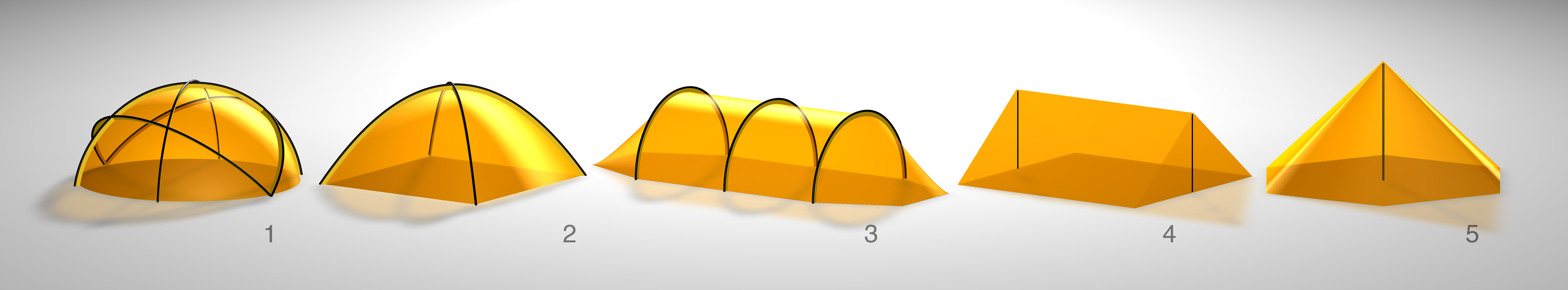
1. полусфера (каркасная)
2. каркасная
3. полубочка (каркасная)
4. двускатная (бескаркасная)
5. шатёр (бескаркасная)

Палатки состоят из каркаса и тента.

### Каркас
- бескаркасные (стоечные):
  - двускатная;
  - шатёр;
  - другие;
- каркасные — тент укрепляют деревянным, металлическим, пластиковым или надувным (пневмо-) каркасом (каркасная палатка):
  - полусфера;
  - полубочка.

Бескаркасные (стоечные) палатки закрепляют на оттяжках между деревьями (в лесной зоне), либо на одной (тип «шатёр») или нескольких стойках.
Каркас палаток типа «полусфера» представляет собой несколько пересекающихся дуг (от 2 до 6), образующих полусферу. Плюсы — большая ветростойкость, не требует колышков для установки (в горах желательно закрепление штормовых оттяжек). Минусы — большой вес.
Дуги палатки выполняют из:
- алюминия;
- стекловолокна;
- стали.

Алюминиевые дуги довольно прочные и лёгкие, но стоят дороже, поэтому их используют в основном в штурмовых и экспедиционных палатках, где вес палатки имеет большое значение. Дуги из фибергласса имеют оптимальное сочетание прочности и стоимости. Стальные дуги обычно используют в кемпинговых палатках, которые рассчитаны на большое количество человек и имеют большой каркас.
Каркас палаток типа «полубочка» представляет собой несколько параллельно поставленных дуг (от 2 до 5), расставленные параллельно друг другу. Основные плюсы — одна большая высота на всей длине. Минус — меньшая ветростойкость, чем у полусферы.

### Тент
- однослойные;
- двухслойные;
- трёхслойные (брезент с пропиткой или прорезиненная ткань, утеплитель из плотной ткани (съёмный), поднамёт (съёмный).)

Однослойная палатка изготовлена целиком из непромокаемого материала. Плюсами данной конструкции являются её лёгкость и компактность в свернутом виде. Основной недостаток — капли конденсата, образующиеся в прохладную погоду на внутренних стенках палатки, стекают непосредственно на пол, что приводит к постепенному отсыреванию вещей. По этой причине однослойные палатки получили достаточно узкое распространение.
Подавляющее большинство современных палаток имеет двухслойную конструкцию. Укрытие в данном случае представляет собой как бы 2 палатки (внутреннюю и внешнюю). Внутренняя — лёгкая, со стенками из «дышащей» ткани. Внешняя — непромокаемая. Между двумя этими слоями оставлен промежуток около 10 см. Влага, выделяющаяся при дыхании человека, свободно проходит сквозь первый слой и конденсируется на внешнем тенте, стекая в виде капель на землю и не затрагивая сухих вещей внутри палатки. Плюсы — сухость вещей и лучшая теплоизоляция. Минус — несколько больший вес. Тент не должен соприкасаться с внутренней палаткой (чтобы не намокать в этом месте).

### Другие элементы

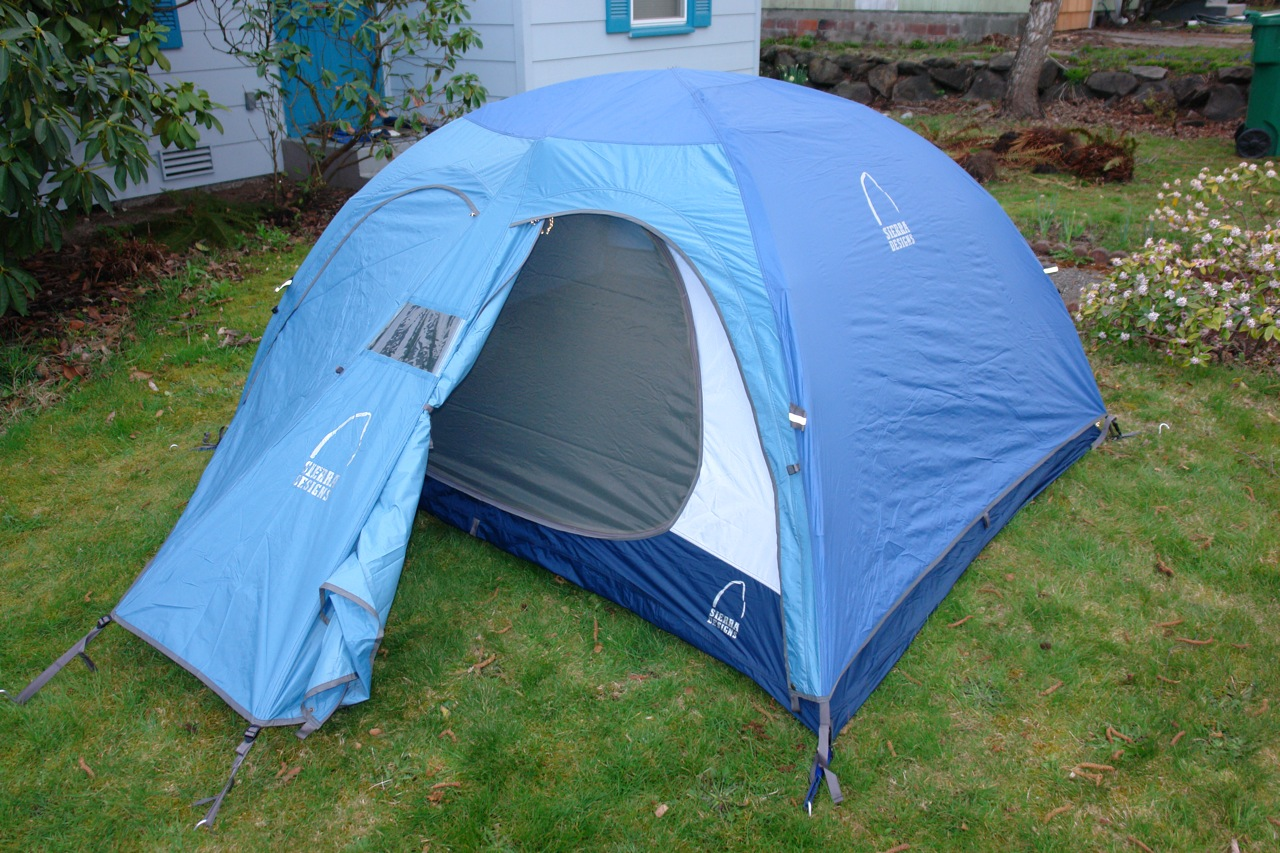
Через открытый вход хорошо виден тамбур палатки

- Тамбур — дополнительное пространство под внешним тентом палатки. Служит местом для хранения вещей и переодевания уличной обуви. В периоды длительной непогоды в тамбуре также можно готовить еду на газовой горелке (при этом необходимо открывать вход и вентиляцию, чтобы не отравиться угарным газом).
- Вентиляция — специальные отверстия в крыше (или стенах) палатки, обеспечивающие приток свежего воздуха и позволяющие отчасти бороться с конденсатом. На некоторых моделях предусмотрена возможность доступа к данным отверстиям из внутренней палатки. Через вентиляционные отверстия не должны попадать осадки.
- «Юбка» — дополнительная полоска ткани по периметру тента, защищающая внутреннее пространство палатки от задувания ветра. Может быть пришитой или съёмной. Будучи привалена сверху камнями или снегом юбка обеспечивает дополнительную ветроустойчивость и утепление палатки. Наличие юбки необходимо в горах и при низких температурах. В то же время в спокойную, безветренную погоду может являться причиной образования конденсата[6].

## Типы палаток по сезонам

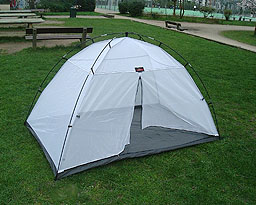
Внутренняя часть летней палатки

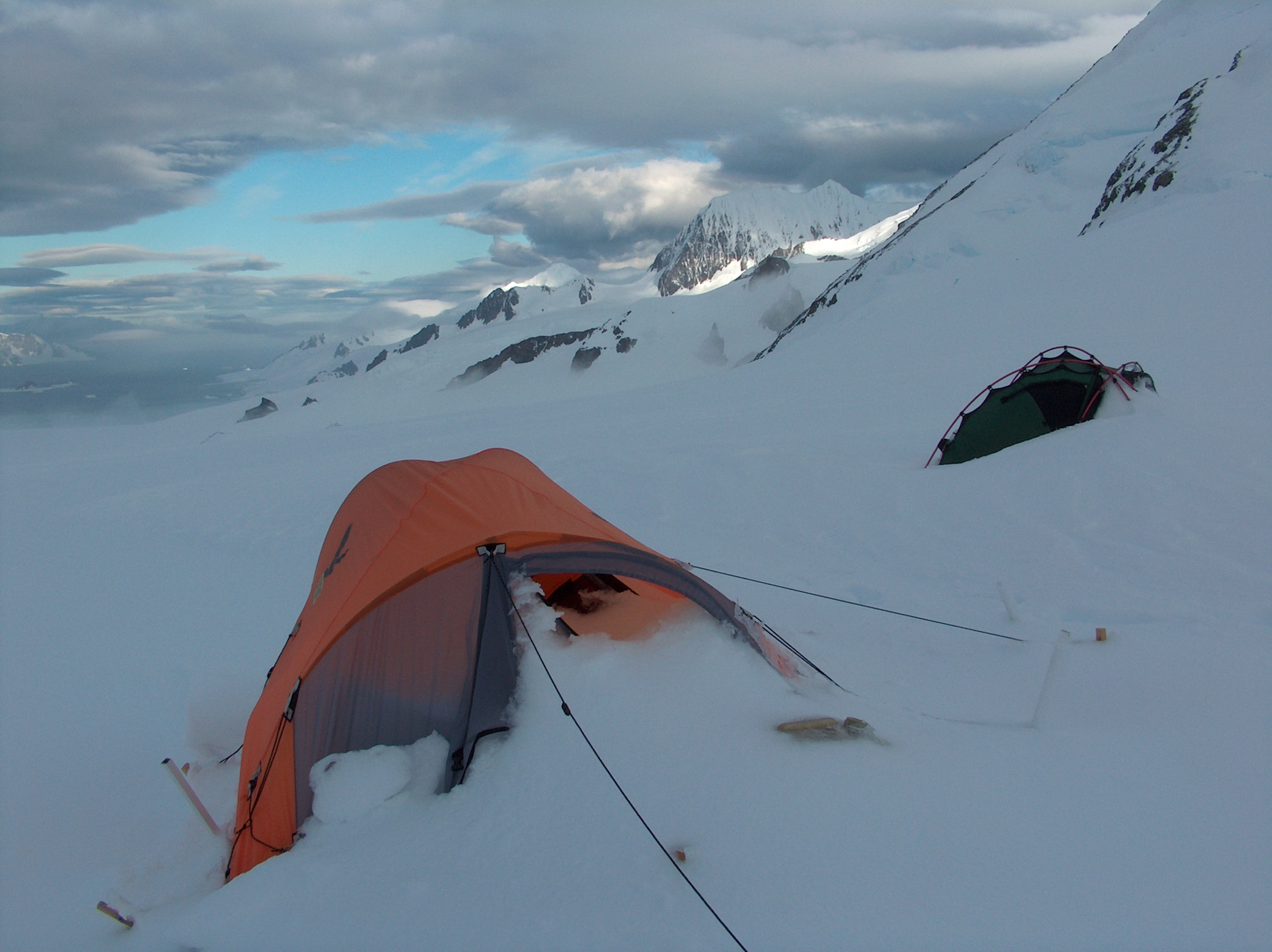
Зимняя палатка

- Летние палатки — ориентированы на использование, прежде всего, в тёплую (или жаркую) погоду. Характерна улучшенная вентиляция, за счёт того, что край тента высоко приподнят над землёй, а стенки внутренней палатки выполнены преимущественно из хорошо продуваемой ткани или москитной сетки.
- 3-сезонные — рассчитаны на использование как в тёплую, так и в прохладную осенне-весеннюю погоду. Способны противостоять длительным периодам дождей. Внутренняя палатка выполнена из более плотной ткани, чтобы сделать её более теплой и уменьшить продувание холодным ветром.
- Зимние (или 4-сезонные) — рассчитаны на использование в условиях отрицательных температур и сильных ветров. Ориентированы, в первую очередь, на альпинизм и походы в высокогорье, выше границы снега. Характерна ветроустойчивая конструкция с большим количеством дуг, более плотная и надёжная ткань тента. Нередко по периметру снабжены снежной юбкой.

## Материалы для изготовления палаток
В настоящее время, для изготовления палаток используются следующие виды материалов:
- Полиэстер (обозначается Poly (англ.)).
- Нейлон (Nylon (англ.)).
- Тарпаулинг (Tarpauling (англ.)) — используется для изготовления дна некоторых палаток. Состоит из переплетённых полотняным переплетением узких полосок полиэтилена, ламинированных с обеих сторон его расплавом.

Виды тканей
- Рипстоп (R/S).
- Тафта (Taffeta).
- Оксфорд.

Покрытия
- Полиуретан (PU) — традиционное покрытие для усиления водонепроницаемости тента или дна палатки.
- Силикон (SI) — более новое покрытие. Помимо водонепроницаемости придаёт ткани большую прочность и стойкость к ультрафиолету. Силиконизированная ткань ощутимо легче PU, что сказывается на общей массе палатки. Но в то же время она значительно дороже.

Самая большая переносная палатка, способная вместить 34 тысячи человек, использовалась миссией Рейнхарда Боннке в 1984—1986 годах для евангелизационных богослужений в Африке.

## Палатки в военном деле

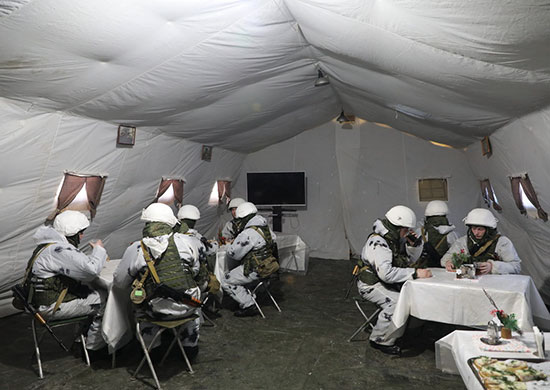
Утеплённая палатка для обогрева личного состава. Центральный военный округ. Сибирь

Во времена линейной тактики лагеря из палаток сделались общеупотребительными. Палатки вмещали обыкновенно по 10−30 человек. Необходимость возить палатки способствовала увеличению обозов, уменьшая и без того недостаточную подвижность армий этой эпохи.
После французских революционных войн палатки исчезли, войска стали или кантонировать, или останавливаться на биваках, или комбинировать оба эти способа стоянки, иногда строя хижины из листвы или соломы. Переносные палатки (tentes abris) из парусины первоначально были введены французским маршалом Бюжо в Алжире. В 1878 году, ввиду тенденции облегчить поклажу пехоты, они были отменены во французской армии. К началу XX века армии при кратковременном расположении применяли биваки, пользуясь, обыкновенно, малыми переносными палатками (tentes abris), которые входили в походное снаряжение солдата. Для продолжительного расположения войска помещались в больших палатках или в лёгких бараках.